# واين ك. كاري
واين ك. كاري (بالإنجليزية: Wayne K. Curry)‏ هو محامي أمريكي، ولد في 6 يناير 1951 في بروكلين في الولايات المتحدة، وتوفي في 2 يوليو 2014 في أبر مارلبورو في الولايات المتحدة.